# Imants Tillers
Imants Tillers (* 1950 in Sydney) ist ein australischer Konzeptkünstler und Maler.

## Leben und Werk
Tillers wurde 1950 als Sohn lettischer Eltern in Sydney geboren. Er studierte von 1969 bis 1972 Architektur an der Universität Sydney und machte den Bachelor mit Auszeichnung. Als Künstler ist Imants Tillers Autodidakt. Seine Vorbilder sind der australische Landschaftsmaler Fred Williams und der neuseeländische Künstler Colin McCahon. Tillers lebt und arbeitet in Cooma.
Untitled (1978) ist ein frühes Werk der Appropriation Art. Moments of Inertia (1972–73), Conversations with the Bride (1974–75), The Forming of Place (1987) und The Bridge of Reversible Destiny (1990) sind weitere bekannte Werke.
Typisch für die Malereien von Tillers ist, dass er kleine Leinwände wie Fliesen zu einem großen Werk zusammensetzt. Anfangs malte Tillers mit Ölkreide und seit den 1980ern vorwiegend mit Acrylfarbe auf Leinwand.

## Ausstellungen (Auswahl)
Zahlreiche Ausstellungen von Imants Tillers fanden seit 1969 in Sydney, Melbourne, Brisbane und Adelaide statt.

### Einzelausstellungen
- 2006: One world many visions National Gallery of Australia, Canberra[6]

### Gruppenausstellungen
- 2011: Out of Australia: Prints + Drawings from Sidney Nolan to Rover Thomas British Museum, London
- 2002: Kunst Nach Kunst Weserburg Museum für moderne Kunst, Bremen
- 1997: Frankfurter Kunstverein, Frankfurt am Main
- 1989: Württembergischer Kunstverein Stuttgart, Stuttgart
- 1996: Stedelijk Museum, Amsterdam
- 1995: Antipodean Currents Solomon R. Guggenheim Museum, New York
- 1986: 42. Biennale di Venezia, Venedig
- 1984: An Australian Accent: Three Artists from Australia MoMA PS1, New York
- 1982: documenta 7, Kassel
- 1979: 3. Biennale of Sydney, Sydney
- 1975: 13. Biennale von São Paulo, São Paulo

## Auszeichnungen
Imants Tillers erhielt zahlreiche Auszeichnungen, darunter 2012 den Wynne-Preis.